# Starboy
Starboy ist das dritte Studioalbum des kanadischen Musikers The Weeknd. Es erschien am 25. November 2016 über die Labels Republic Records und XO.

## Titelliste
1. Starboy (feat. Daft Punk) – 3:50
2. Party Monster (feat. Lana Del Rey) – 4:09
3. False Alarm – 3:40
4. Reminder – 3:38
5. Rockin – 3:52
6. Secrets – 4:25
7. True Colors – 3:26
8. Stargirl Interlude (feat. Lana Del Rey) – 1:51
9. Sidewalks (feat. Kendrick Lamar) – 3:51
10. Six Feet Under – 3:57
11. Love to Lay – 3:43
12. A Lonely Night – 3:40
13. Attention – 3:17
14. Ordinary Life – 3:41
15. Nothing Without You – 3:18
16. All I Know (feat. Future) – 5:21
17. Die for You – 4:20
18. I Feel It Coming (feat. Daft Punk) – 4:29

## Rezeption

### Kritik
Die E-Zine Laut.de bewertete Starboy mit vier von möglichen fünf Punkten. Aus Sicht des Redakteurs Johannes Jimeno stecke hinter dem Album „weitaus mehr als nur die Verarbeitung seines Ruhms, die Erfahrungen mit Frauen und schnellen Autos.“ Vielmehr sei The Weeknd „ein gereifter, dennoch tief im Inneren sensibler Künstler, der selbstbewusst zwischen High Life und dem Verlangen nach Zweisamkeit erzählt und dies nicht zu knapp, ergötzen sich seine seelischen Einblicke doch über 70 Minuten lang.“ Auffällig sei auch der „durchgehende Stil der Visualisierungen.“ Dieser gehe mit der „musikalische[n] Ästhetik Hand in Hand.“ Lob findet Jimeno für die Beiträge von Lana Del Rey, die etwa auf Stargirl Interlude „mit einem verrucht-entrückten Vortrag, umrandet von einem wabernden Hintergrund und zärtlichem Ausfaden“, verführe. Auch Sam Smith sei ein „wahrlich gelungener Überraschungsgast“, der „urplötzlich mit seiner berühmten Falsett-Stimme über die Bridge“ croone.

### Bestenliste
In der Liste der besten „50 Alben des Jahres“ 2016 von Laut.de wurde Starboy auf Rang 37 platziert. Das Album markiere „eine persönliche Zäsur bei The Weeknd, der seine Haare absäbelte und mit Kendrick Lamar und Daft Punk im Schlepptau den R'n'B so cool wie noch nie erscheinen“ lasse. Auch „wenn sich in den 18 Tracks einige Filler breit machen“, handele es sich um „eines der Highlights des Genres in diesem Jahr.“

## Kommerzieller Erfolg

### Chartplatzierungen
| ChartsChartplatzierungen       | Höchstplatzierung | Wochen |
| ------------------------------ | ----------------- | ------ |
| Deutschland (GfK)              | 10 (147 Wo.)      | 147    |
| Österreich (Ö3)                | 10 (81 Wo.)       | 81     |
| Schweiz (IFPI)                 | 5 (… Wo.)         | …      |
| Vereinigte Staaten (Billboard) | 1 (… Wo.)         | …      |
| Vereinigtes Königreich (OCC)   | 5 (191 Wo.)       | 191    |

| ChartsJahrescharts (2016)    | Platzierung |
| ---------------------------- | ----------- |
| Vereinigtes Königreich (OCC) | 52          |

| ChartsJahrescharts (2017)      | Platzierung |
| ------------------------------ | ----------- |
| Schweiz (IFPI)                 | 76          |
| Vereinigte Staaten (Billboard) | 3           |
| Vereinigtes Königreich (OCC)   | 26          |

| ChartsJahrescharts (2018)      | Platzierung |
| ------------------------------ | ----------- |
| Vereinigte Staaten (Billboard) | 49          |

| ChartsJahrescharts (2019)      | Platzierung |
| ------------------------------ | ----------- |
| Vereinigte Staaten (Billboard) | 98          |

| ChartsJahrescharts (2020)      | Platzierung |
| ------------------------------ | ----------- |
| Vereinigte Staaten (Billboard) | 95          |

| ChartsJahrescharts (2021)      | Platzierung |
| ------------------------------ | ----------- |
| Vereinigte Staaten (Billboard) | 162         |

| ChartsJahrescharts (2022)      | Platzierung |
| ------------------------------ | ----------- |
| Vereinigte Staaten (Billboard) | 141         |
| Vereinigtes Königreich (OCC)   | 78          |

| ChartsJahrescharts (2023)      | Platzierung |
| ------------------------------ | ----------- |
| Deutschland (GfK)              | 34          |
| Österreich (Ö3)                | 24          |
| Schweiz (IFPI)                 | 19          |
| Vereinigte Staaten (Billboard) | 23          |
| Vereinigtes Königreich (OCC)   | 32          |

| ChartsJahrescharts (2024)      | Platzierung |
| ------------------------------ | ----------- |
| Deutschland (GfK)              | 57          |
| Schweiz (IFPI)                 | 25          |
| Vereinigte Staaten (Billboard) | 54          |
| Vereinigtes Königreich (OCC)   | 74          |

### Auszeichnungen für Musikverkäufe
| Land/Region                  | Auszeichnungen für Musikverkäufe (Land/Region, Auszeichnung, Verkäufe) | Verkäufe  |
| ---------------------------- | ---------------------------------------------------------------------- | --------- |
| Australien (ARIA)            | 3× Platin                                                              | 210.000   |
| Belgien (BRMA)               | Platin                                                                 | 30.000    |
| Brasilien (PMB)              | 3× Diamant                                                             | 480.000   |
| Dänemark (IFPI)              | 7× Platin                                                              | 140.000   |
| Deutschland (BVMI)           | Platin                                                                 | 200.000   |
| Finnland (IFPI)              | 2× Platin                                                              | 40.000    |
| Frankreich (SNEP)            | 3× Platin                                                              | 300.000   |
| Island (IFPI)                | Gold                                                                   | 2.500     |
| Italien (FIMI)               | 2× Platin                                                              | 100.000   |
| Kanada (MC)                  | 7× Platin                                                              | 560.000   |
| Kolumbien (ASINCOL)          | 2× Platin                                                              | 20.000    |
| Mexiko (AMPROFON)            | 3× Gold                                                                | 90.000    |
| Neuseeland (RMNZ)            | 5× Platin                                                              | 75.000    |
| Norwegen (IFPI)              | Platin                                                                 | 30.000    |
| Österreich (IFPI)            | Platin                                                                 | 15.000    |
| Polen (ZPAV)                 | Diamant                                                                | 100.000   |
| Portugal (AFP)               | Gold                                                                   | 7.500     |
| Schweden (IFPI)              | 2× Platin                                                              | 60.000    |
| Singapur (RIAS)              | Platin                                                                 | 10.000    |
| Thailand (TECA)              | Platin                                                                 | 10.000    |
| Vereinigte Staaten (RIAA)    | 6× Platin                                                              | 6.000.000 |
| Vereinigtes Königreich (BPI) | 2× Platin                                                              | 600.000   |
| Insgesamt                    | 3× Gold · 50× Platin · 2× Diamant ·                                    | 9.080.000 |

Hauptartikel: The Weeknd/Auszeichnungen für Musikverkäufe